# Јапан на Светском првенству у атлетици у дворани 2022.
Јапан је на 18. Светском првенству у атлетици у дворани 2022. одржаном у Београду од 18. до 20. марта учествовао осамнаести пут, односно учествовао је на свим првенствима до данас. Репрезентацију Јапана представљало је 7 такмичара (5 мушкараца и 2 жене) који су се такмичили у 6 дисциплина (4 мушке и 2 женске).,
На овом првенству такмичари из Јапан нису освојили ниједну медаљу али је оборио лични рекорд.

## Учесници
| Мушкарци: - Шухеј Тада — 60 м - Шусеи Номото — 60 м препоне - Шухеј Ишикава — 60 м препоне - Наото Тобе — Скок увис - Јуки Хашиока — Скок удаљ | Жене: - Нозоми Танака — 1.500 м - Михо Сузуки — 60 м препоне |

## Резултати

### Мушкарци
| Атлетичар     | Дисциплина   | Лични рекорд | Квалификације      | Квалификације      | Полуфинале           | Полуфинале           | Финале               | Финале               | Детаљи |
| Атлетичар     | Дисциплина   | Лични рекорд | Резултат           | Место              | Резултат             | Место                | Резултат             | Место                | Детаљи |
| ------------- | ------------ | ------------ | ------------------ | ------------------ | -------------------- | -------------------- | -------------------- | -------------------- | ------ |
| Шухеј Тада    | 60 м         | 6,56         | 6,57(.565) КВ, ЛРС | 2. у гр. 3         | Дисквалификован      | Дисквалификован      | Није се квалификовао | Није се квалификовао |        |
| Шусеи Номото  | 60 м препоне | 7,58         | 7,66(.657) КВ      | 3. у гр. 5         | 7,57(.565) ЛР        | 3. у гр. 1           | Није се квалификовао | 8 / 44 (46)          |        |
| Шухеј Ишикава | 60 м препоне | 7,57         | 8,07               | 7. у гр. 5         | Није се квалификовао | Није се квалификовао | Није се квалификовао | 44 / 44 (46)         |        |
| Наото Тобе    | Скок увис    | 2,35 НР      |                    |                    |                      |                      | 2,15                 | 12 / 12              |        |
| Јуки Хашиока  | Скок удаљ    | 8,36 о       | Без исправог скока | Без исправог скока |                      |                      |                      |                      |        |

### Жене
| Атлетичарка   | Дисциплина   | Лични рекорд | Квалификације  | Квалификације | Полуфинале            | Полуфинале            | Финале                | Финале       | Детаљи         |
| Атлетичарка   | Дисциплина   | Лични рекорд | Резултат       | Место         | Резултат              | Место                 | Резултат              | Место        | Детаљи         |
| ------------- | ------------ | ------------ | -------------- | ------------- | --------------------- | --------------------- | --------------------- | ------------ | -------------- |
| Нозоми Танака | 1.500 м      | 3:59,19      | 4:12,31 НР, ЛР | 6. у гр. 3    |                       |                       | Није се квалификовала | 14 / 19      |                |
| Михо Сузуки   | 60 м препоне | 8,17         | 8,32 ЛРС       | 6. у гр. 5    | Није се квалификовала | Није се квалификовала | Није се квалификовала | 37 / 41 (45) | [ мртва веза ] |